# 10 de corazón
10 De Corazón es el décimo álbum de estudio de Camela, fue lanzado en el año 2004. Conmemoraba su décimo álbum y además sus 10 años como artistas reconocidos.

## Pistas
- Edición estándar

| 10 de corazón |                            |                                            |          |  |
| N.º           | Título                     | Escritor(es)                               | Duración |  |
| 1.            | «El calor de mi cuerpo»    | Rubén Martín Muñoz, Dionisio Martín Lobato | 4:11     |  |
| 2.            | «Cuando zarpa el amor»     | M.Ángeles Muñoz Dueñas                     | 3:32     |  |
| 3.            | «De corazón»               | Rubén Martín Muñoz, Dionisio Martín Lobato | 3:49     |  |
| 4.            | «Mendigo y princesa»       | M.Ángeles Muñoz Dueñas                     | 4:07     |  |
| 5.            | «Sentí el amor morir»      | Rubén Martín Muñoz, Dionisio Martín Lobato | 4:12     |  |
| 6.            | «Para olvidarte (Dioni)»   | Rubén Martín Muñoz, Dionisio Martín Lobato | 1:50     |  |
| 7.            | «Enamórame»                | M.Ángeles Muñoz Dueñas                     | 4:07     |  |
| 8.            | «Querida amiga»            | Rubén Martín Muñoz, Dionisio Martín Lobato | 3:33     |  |
| 9.            | «Niña ¡cómo te quiero!»    | M.Ángeles Muñoz Dueñas                     | 3:50     |  |
| 10.           | «Ya me cansé»              | M.Ángeles Muñoz Dueñas                     | 4:04     |  |
| 11.           | «Amigos»                   | M.Ángeles Muñoz Dueñas                     | 4:07     |  |
| 12.           | «Para olvidarte (Ángeles)» | Rubén Martín Muñoz, M.Ángeles Muñoz Dueñas | 1:45     |  |
| 43:00         |                            |                                            |          |  |

- Edición especial 10 aniversario

| 10 de corazón |                              |                                            |          |  |
| N.º           | Título                       | Escritor(es)                               | Duración |  |
| 1.            | «El calor de mi cuerpo»      | Rubén Martín Muñoz, Dionisio Martín Lobato | 4:11     |  |
| 2.            | «Cuando zarpa el amor»       | M.Ángeles Muñoz Dueñas                     | 3:32     |  |
| 3.            | «De corazón»                 | Rubén Martín Muñoz, Dionisio Martín Lobato | 3:49     |  |
| 4.            | «Mendigo y princesa»         | M.Ángeles Muñoz Dueñas                     | 4:07     |  |
| 5.            | «Mi gente (ft. El Arrebato)» | Rubén Martín Muñoz                         | 4:11     |  |
| 6.            | «Sentí el amor morir»        | Rubén Martín Muñoz, Dionisio Martín Lobato | 4:12     |  |
| 7.            | «Para olvidarte (Dioni)»     | Rubén Martín Muñoz, Dionisio Martín Lobato | 1:50     |  |
| 8.            | «Enamórame»                  | M.Ángeles Muñoz Dueñas                     | 4:07     |  |
| 9.            | «Querida amiga»              | Rubén Martín Muñoz, Dionisio Martín Lobato | 3:33     |  |
| 10.           | «Niña ¡cómo te quiero!»      | M.Ángeles Muñoz Dueñas                     | 3:50     |  |
| 11.           | «Ya me cansé»                | M.Ángeles Muñoz Dueñas                     | 4:04     |  |
| 12.           | «Amigos»                     | M.Ángeles Muñoz Dueñas                     | 4:07     |  |
| 13.           | «Para olvidarte (Ángeles)»   | Rubén Martín Muñoz, M.Ángeles Muñoz Dueñas | 1:45     |  |
| 43:00         |                              |                                            |          |  |

## DVD
- Edición estándar

1. Cuando zarpa el amor (Videoclip)
2. Cuando zarpa el amor (Making Off)
3. Fotos rodaje videoclip
4. Imágenes grabación "Amigos" en estudio

- Edición especial 10 aniversario

1. Cuando zarpa el amor (Videoclip)
2. El calor de mi cuerpo
3. Mi gente (Videoclip)
4. Imágenes grabación "Amigos" en estudio
5. Cómo se rodó "Cuando zarpa el amor"
6. Cómo se hizo "Diez de corazón"

## Posicionameniento
| Lista  | Proveedor  | Posición | Certificación | Ventas   |
| ------ | ---------- | -------- | ------------- | -------- |
| España | Promusicae | 1        | 2x Platino    | 200 000+ |